# Gigantione bouvieri
Gigantione bouvieri är en kräftdjursart som beskrevs av Bonnier 1900. Gigantione bouvieri ingår i släktet Gigantione och familjen Bopyridae. Inga underarter finns listade i Catalogue of Life.